# Marquee Club

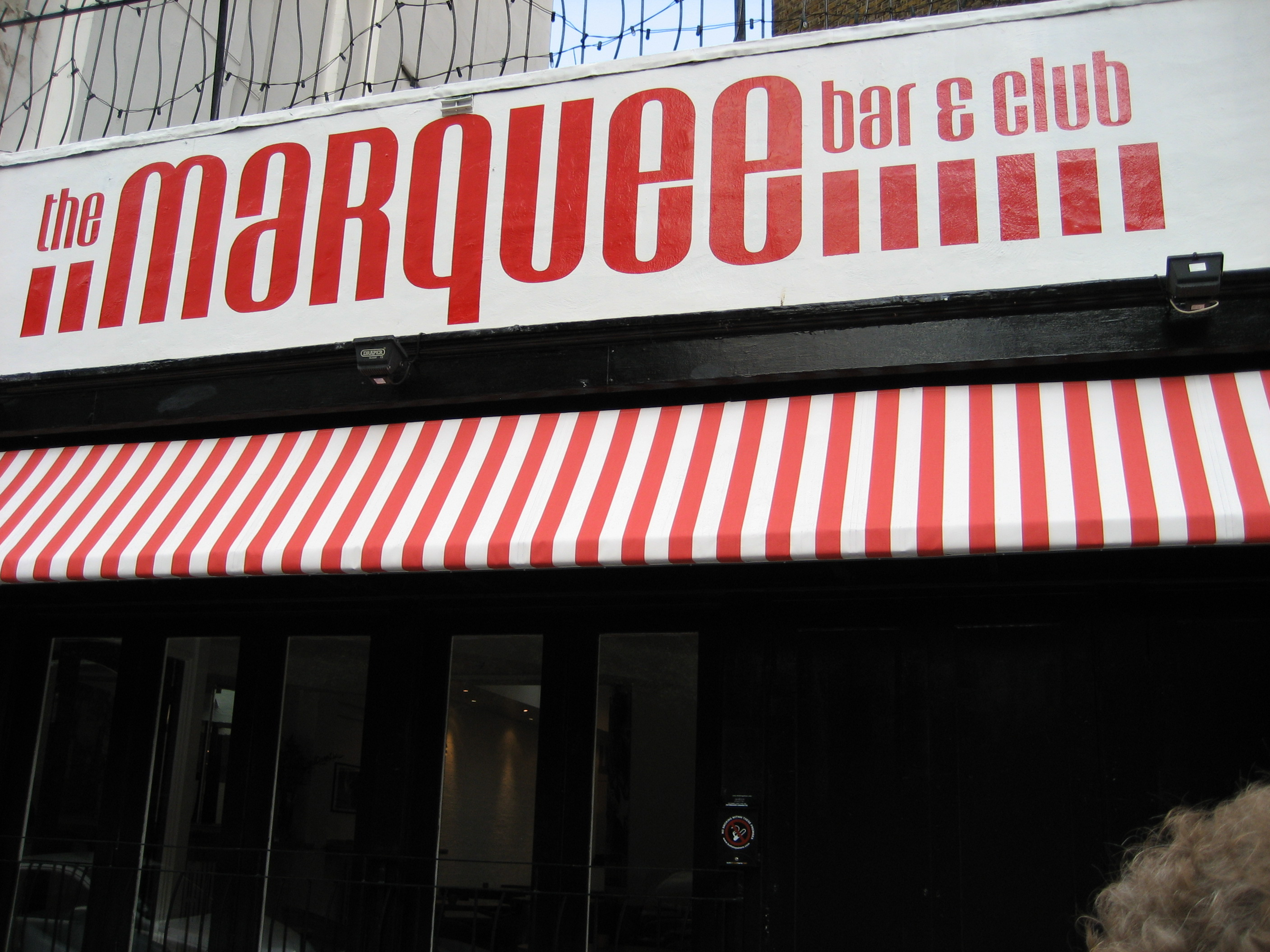
Marquee Club, Upper Saint Martins Lane, Covent Garden, Londres, août 2007

Le Marquee est un club londonien où se sont produits de nombreux groupes de rock alors débutants et peu connus du grand public. D'abord dédié au Jazz et au Rythm & Blues, le club s'est dès les années 1960 ouvert à tous les styles et courants musicaux.

## Historique
Ouvert par Harold Pendleton en 1958 d'abord au 165 Oxford Street, le club est le théâtre de la première représentation publique des Rolling Stones, le 12 juillet 1962. Deux ans plus tard, frappé par un arrêté d'expulsion, le Marquee déménage dans un immeuble art déco au 90, Wardour Street, son adresse la plus connue, où il restera jusqu'en 1988. Au-delà des Stones, d'autres groupes devenus par la suite planétaires comme The Who (1964), Pink Floyd (1966), Led Zeppelin (1968), Genesis (1970), Supertramp (1970), Queen (1972), AC/DC (1976), Dire straits (1978), Iron Maiden (1979), U2 (1980)  ou encore  Metallica (1984)  ont tous fait leurs débuts sur la scène londonienne en commençant par jouer au Marquee alors qu'ils étaient totalement inconnus du grand public, la plupart d'entre eux (The Who, Pink Floyd, Led Zeppelin, Supertramp, Queen, Iron Maiden) n'ayant même encore jamais sorti d'album lors de leurs premiers concerts à Wardour Street.

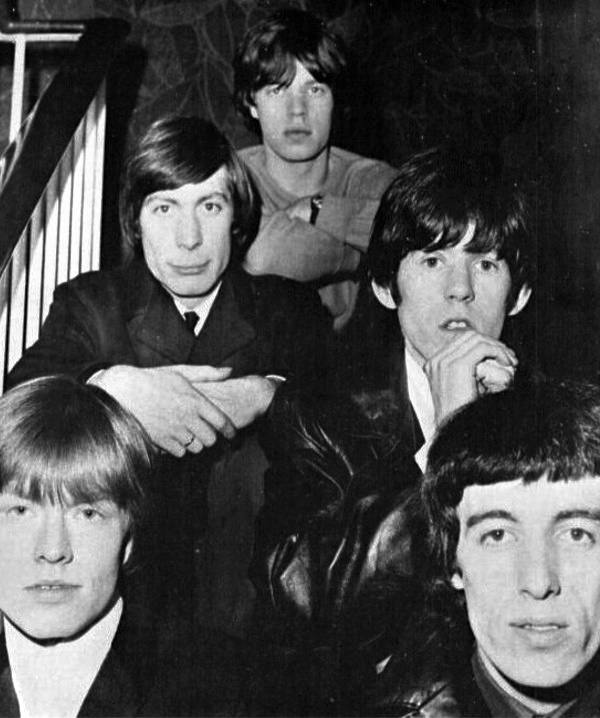
The Rolling Stones, 1965

## Fonctionnement
Le Marquee fonctionnait sous la forme de concerts uniques et ponctuels ou par un système original de programmation appelé  Residencies: si le premier concert d'un groupe débutant rencontrait du succès, celui-ci se voyait proposer par les propriétaires du club de revenir jouer régulièrement un soir fixe de la semaine, ce qui permettait de rapidement fidéliser son public et étendre sa renommée, notamment en faisant venir presse musicale, tourneurs et producteurs  au fur et à mesure que l'affluence grossissait. En dépit de la petite taille du club, des magazines musicaux britanniques faisant autorité comme le New Musical Express, le Melody Maker ou Sounds magazine publiaient régulièrement des chroniques de concerts donnés au Marquee, permettant ainsi aux jeunes groupes dont les prestations étaient réussies de sortir rapidement de l'anonymat. C'était également dans les pages petites annonces de ces mêmes magazines, puis de Kerrang!, que le Marquee publiait sa programmation hebdomadaire.
Le nombre de concerts prévus dans une residency variait de quatre à cinq (The Rolling Stones (1963), Scorpions (1975), Motörhead (1975), the Damned, (1977)) à plusieurs dizaines, le  record étant détenu par Manfred Mann's qui donna 102 concerts au Marquee entre 1962 et 1963. La plupart des residencies comptait plutôt traditionnellement entre 10 et 20 concerts, programmés toujours le même soir de la semaine afin d'assurer un bouche-à-oreille efficace.

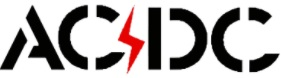
Le premier logo du groupe AC/DC

Le groupe australien AC/DC a par exemple donné 11 concerts au Marquee entre mai et décembre  1976 en y jouant un lundi sur deux, contribuant à assoir leur réputation en Grande-Bretagne en finissant par y attirer 1 000 spectateurs pour une capacité officielle de 700 places - déclenchant ainsi l'intérêt des médias britanniques et des tour-managers qui leur proposèrent d'assurer la première partie de la tournée européenne  de Rainbow. De façon similaire, le groupe de rock progressif Marillion a donné 21 concerts au Marquee la seule année 1982, ce qui leur a permis de se faire rapidement repérer et signer par la major-company EMI.
Une Residency réussie permettait également souvent aux groupes de se voir proposer dans la foulée de jouer au festival de Reading devant une audience bien plus conséquente, ce festival d'été rassemblant alors plusieurs dizaines de milliers de spectateurs au nord de Londres. Les groupes Twisted Sister, AC/DC, Marillion, Ian Gillan, Twelth Night se sont par exemple servis de leurs passages remarqués au Marquee comme d'un tremplin pour attirer l'attention des programmateurs du festival de Reading.

## Styles musicaux

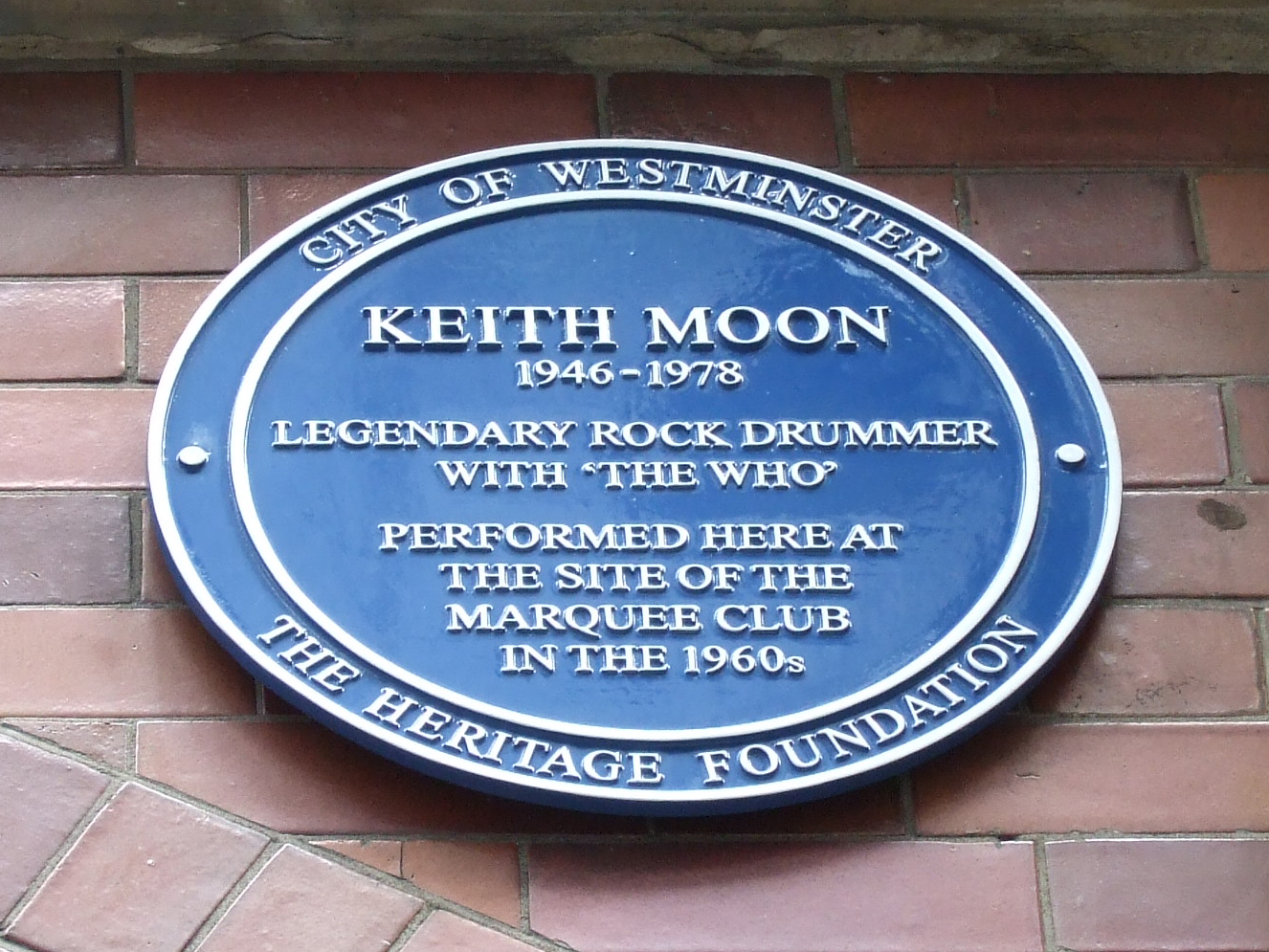
Plaque commémorative du concert des WHO au Marquee

Bien que souvent associée au punk, au rock progressif et au hard rock, la programmation du Marquee était en fait remarquablement éclectique. Outre les Rolling Stones, sa scène a accueilli notamment les débuts de (liste non exhaustive)  Taste, King Crimson, les Who, David Bowie, Yes, Queen, Jethro Tull, les Moody Blues, Jimi Hendrix, les Yardbirds, Pink Floyd, Motörhead, Eric Clapton, Saxon, Thin Lizzy, Soft Machine, Black Sabbath, Dire Straits, Adam and the Ants, Joe Cocker, Genesis, les Sex Pistols, The Police, AC/DC, Guns N' Roses, Generation X, Metallica, The Cure, Ultravox, Joy Division, Duran Duran, Dream Theater, Iron Maiden, Def Leppard, Marillion, R.E.M ou encore Led Zeppelin.

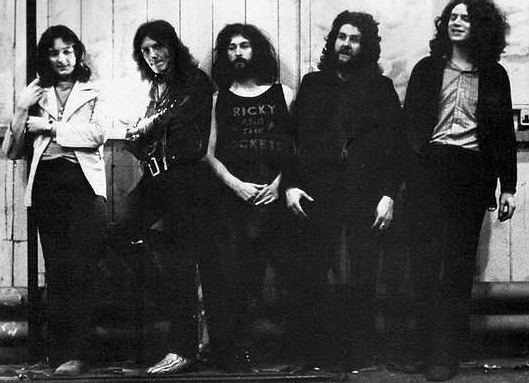
Supertramp, 1970's

De façon notable, ni Deep Purple ni surtout les Beatles (dont le premier concert à Londres aura lieu de façon improvisée au Gardenia Club en décembre 1961, et qui tournera essentiellement en province et sur la scène de Liverpool avant le début de la Beatlemania en 1963 les propulsant directement dans les stades) n'ont jamais joué au Marquee en début de carrière.
C'est au Marquee comme spectateurs que le bassiste Chris Squire et le chanteur Jon Anderson se sont rencontrés, rencontre qui aboutira peu après à la formation du groupe Yes et en octobre 1968, Robert Plant, Jimmy Page, John Paul Jones et John Bonham jouèrent pour la première fois ensemble au Marquee sous le nom de The New Yardbirds, avant de revenir à Wardour Street en Décembre sous le nouveau nom de Led Zeppelin, donner leur tout premier concert sous ce patronyme définitif, avant de sortir son premier album l'année suivante chez Atlantic Records.
Au delà de ces groupes majeurs, le nom du Marquee reste intimement lié, notamment au début des années 1980, à l'essor en Angleterre de la New Wave of British Heavy Metal (NWOBHM) et au revival  fugace du rock néo-progressif, en raison de la programmation régulière d'artistes issus de ces mouvances (Angel Witch, Diamond Head, Iron Maiden, Saxon, Def Leppard ou Praying Mantis pour la NWOBHM et Marillion, Pallas, IQ, Solstice, Twelth Night ou Pendragon pour le rock néo-progressif),,.
C'est également au Marquee que deux groupes considérés comme les fondateurs du mouvement  trash-metal américain, Anthrax (1984) et  Slayer (1985) donnèrent  leur tout premiers concerts en Europe , suivis, lors de l'essor du Trash dans les années 1990's, par de nombreuses formations  qui choisirent également le club londonien comme un passage obligé pour prendre pied en Europe et se faire reconnaître en Grande-Bretagne (Sepultura 1990, Megadeth 1991, Exodus 1992, Nuclear Assault, 1993).
Les groupes Magma , Téléphone et  Trust sont les seules formations françaises à avoir joué au Marquee (Magma s'y produira en 1974 dans la foulée d'un enregistrement dans les studios de la BBC, Trust donnera trois concerts en mars et août 1981, les deux concerts d'août précédant la participation du groupe au festival de Reading, et Téléphone s'y produira en septembre 1982).

## Succès populaire
Le prix du ticket d'entrée au Marquee variait entre 1 et 2 £ dans les années 1980 (équivalent à 4.5 £ en 2020, soit moins de 5 euros actuels), un tarif volontairement bas garantissant une accessibilité au plus grand nombre, ce qui a contribué au succès du club et à l'engouement d'un public souvent constitué de lycéens, d'étudiants et de jeunes travailleurs pour Wardour Street. Les concerts du mercredi étaient parfois gratuits et accessibles sur simple présentation d'un coupon publicitaire provenant du magazine Melody Maker, de façon à permettre aux lycéens et au public à faible revenu d'assister aux concerts sans avoir à acheter de ticket. Un système d'abonnement forfaitaire ("Privilege Card") permettait en outre un accès illimité au club sur une période donnée, la plupart d'un temps une durée de 6 mois.
Devant le succès grandissant rencontré par ses concerts, le Marquee ouvrit sa scène de deux à trois puis cinq soirs par semaine, pour finir par ne plus jamais fermer ses portes et proposer des concerts 7 jours sur 7 durant la dernière décennie de son exploitation à Wardour Street. Certains soirs, deux à trois groupes différents pouvaient se succéder sur scène, entre 19 h et 23 h 30. Les groupes programmés étant tous débutants avec un répertoire encore limité, les concerts n'excédaient usuellement pas 30 à 45 minutes. Certains dimanches, le club ouvrait sa scène à partir de 15 h, et cinq à six concerts successifs pouvaient alors avoir lieu. Le Marquee a en outre toujours conservé, de façon épisodique mais régulière, des soirées dansantes animées par un disc-jockey, principalement pendant la période Disco des seventies.
La renommée du Marquee, notamment dans les années 1980's est devenue telle que des groupes désormais établis revinrent y jouer des concerts de prestige (les Who avaient ouvert la voie en y rejouant en décembre 1968, après leur première tournée des stades U.S. et avant leur passage légendaire à Woodstock, ainsi que les Rolling Stones qui revinrent au Marquee donner un concert en Mars 1971 pour inaugurer leur nouvel album Sticky Fingers): Genesis y fera une apparition en 1982 en plein Abacab UK tour, ZZ Top y casera un concert impromptu en 1983 en pleine tournée européenne de son  Eliminator Tour, Def Leppard s'y produira pour la première date mondiale du Pyromania World Tour en 1985, Kiss y jouera en 1988 durant le Crazy Nights Tour, Alice Cooper y donnera un concert en 1989 en ouverture de la tournée britannique de son Trashes the World tour, et plus tardivement, Prince après trois concerts consécutifs sold-out  à l'Hammersmith de Londres, donnera au Marquee un concert intimiste en 2002 au cours de sa tournée mondiale One Nite Alone tour. D'autres formations devenues populaires revinrent au Marquee pour y tourner des clip-vidéos enregistrés en semi-live, tel les singles I'm Your Man de Wham!  (1985), Incommunicado de Marillion (1987) ou Halfway to Heaven de Europe (1992). Déjà en 1973 David Bowie  avait donné deux concerts filmés au Marquee dans le cadre de l'émission de télévision The 1980 Floor Show, diffusée alors sur NBC.
Par ailleurs, des « secret gigs » étaient parfois donnés au Marquee dans les années 1980 et 90 par des artistes devenus désormais très populaires, sous des noms d'emprunts codés ne permettant qu'aux fans initiés ou à quelques V.I.P. de les reconnaitre, tels  les concerts de  John's Boys (The Jam, 1980), Garden Wall (Genesis, 1982), Lufthansa Airport Terminal (Marillion,1983), A Fun Night With The Entire Population of Hackney (Iron Maiden, 1985), Vertigo (Metallica, 1990) ou encore The Four Skins (Motley Crue, 1991).
C'est au Marquee Club que le magazine de heavy-metal britannique Kerrang! choisit de fêter en 1991 son 10e anniversaire en compagnie du groupe Megadeth.

## Albums enregistrés au Marquee
The Marquee Studio était un studio d'enregistrement situé à l'arrière du club, permettant aux groupes venus y jouer de profiter de leur présence sur place pour y enregistrer des titres et parfois des albums entiers. Des artistes comme Elton John (Here and There), Marillion (Script for a Jester's Tears), Vangelis (The Dragon), ou The Clash, (Golden Bullets) y ont eu notamment recours.
Divers albums live ont également été directement enregistrés pendant des concerts au Marquee, le plus souvent sous forme de mini-album ou EP par des formations issues de la mouvance hard rock ou rock progressif (Twisted Sister Live at the Marquee Club, Guns N' Roses Live from the Jungle, Dream Theater Live at the Marquee, Marillion Early stages, Gary Moore Live, Bruce Dickinson Alive in Studio A, Hanoi Rock All Those Waster Years, Twelth Night Live and Let Live, Pendragon 9:15 live, Iron Maiden Live!!+One). Les Rolling Stones ressortiront en 2015 sous format DVD l'intégralité de leur concert donné au Marquee en mars 1971 et filmé alors par la télévision américaine, From the Vault: The Marquee Club Live in 1971.

## Relocalisation et déclin

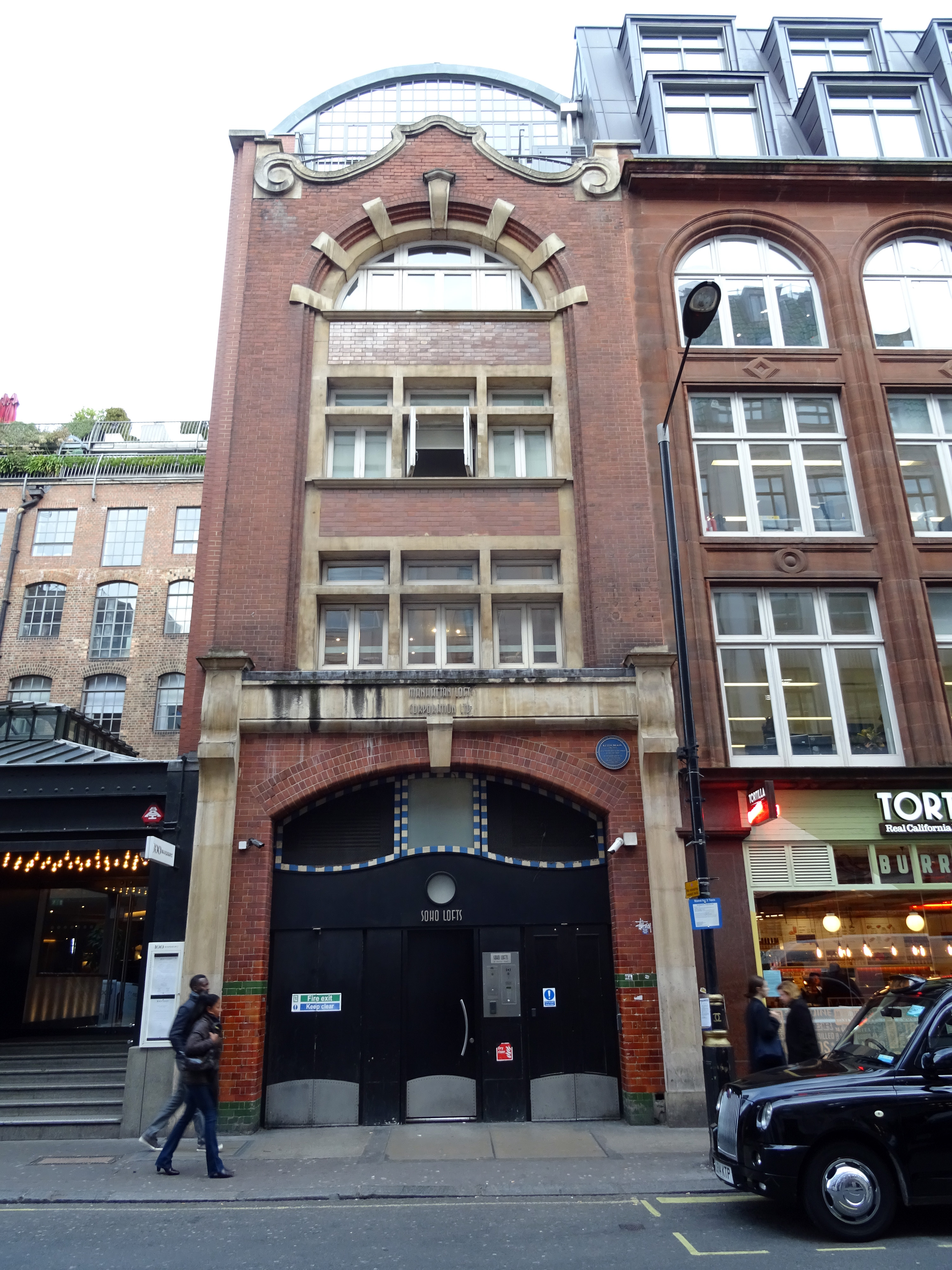
Le site de Wardour Street

Vieillissant et incapable de répondre aux nouvelles normes de sécurité en matière d'accueil du public, le site de Wardour Street est finalement vendu en 1988, signant de facto la disparition du studio d'enregistrement attenant au club (la légende prétend que la commission d'enquête de la ville de Londres avait constaté que la façade du 90 Wardour Street menaçait de s'écrouler dans la rue en raison des vibrations produites par la succession de concerts, mais il n'y a pas de trace de ce rapport en attestant la véracité). Le Marquee occupe dès lors plusieurs emplacements successifs dans le centre de Londres (Charing Cross road, Parkfield Street, Leicester Square, St Martins Lane (Covent Garden)) jusqu'en 2008, lorsque le site de Covent Garden ferme définitivement ses portes. Les dernières années d'exploitation seront caractérisées par une succession de divers propriétaires issus du show-business (Jimmy Page, le manager de Rod Stewart, le guitariste Dave Stewart  des Eurythmics ou Nathan Lowry) et une évolution de la programmation musicale en direction principalement de DJ's célèbres ou de lancements promotionnels d'artistes par des maisons de disques ou des groupes de média culturels comme MTV, et non plus majoritairement de concerts live de groupes prometteurs mais totalement inconnus n'ayant souvent jamais encore sorti d'album, comme au cours des trois décennies précédentes.
Aujourd'hui, The Marquee Club est devenu une marque basée au Japon et exploitant du merchandising issu de l'activité historique du club londonien (affiches de concerts, tee-shirts, souvenirs) et une demi-douzaine de clubs s'appellent désormais The Marquee (Night-)Club ou The Marquee Lounge à travers le monde (New York, Las Vegas, Los Angeles, Singapour, Hambourg...), reprenant parfois le logo originel du club londonien, mais abritent en fait des discothèques.
Le dernier concert au 90 Wardour Street fut donné le 18 juillet 1988 par un jeune guitariste américain alors quasi-inconnu en Europe, Joe Satriani, qui venait tout juste de sortir son premier album, et cette adresse fait désormais partie des London Rock' n Roll Tour proposés aux touristes, comme étant le seul site historique et emblématique du Marquee.
La liste des principaux artistes s'étant produits au Marquee entre 1957 et 1992 est consultable ici.